# 韋恩·奧德斯尼克
韋恩·奧德斯尼克（Wayne Odesnik，1985年11月21日—）是一位美國職業網球運動員，2004年轉職業。

## 外部連結
- 韋恩·奧德斯尼克（英文/西班牙文）的官方資料
- 韋恩·奧德斯尼克的國際網球總會 職業／青少年 官方資料（英文）
- 韋恩·奧德斯尼克的官方資料（英文）